# Свети Георги (Киев)
Вижте пояснителната страница за други значения на Свети Георги.
„Свети Георги“ (на украински: Георгіївська церква) е разрушена църква, която се е намирала в Киев, Украйна.
Първата църква на това място е изградена по времето на великия княз Ярослав I Мъдри през 1037 година. Монголците я разрушават през 1240 година и храмът е в руини до 1674 г., когато е изградена дървена църква, посветена на свети Георги.
През 1744 година старата църква е разрушена, а на нейно място е изградена нова църква в украински бароков стил. Осветена е през 1752 година. Църквата е разрушена през 1934 година.
|  | Тази страница частично или изцяло представлява превод на страницата „Георгіївська церква (Старе Місто)“ в Уикипедия на украински. Оригиналният текст, както и този превод, са защитени от Лиценза „Криейтив Комънс – Признание – Споделяне на споделеното“, а за съдържание, създадено преди юни 2009 година – от Лиценза за свободна документация на ГНУ. Прегледайте историята на редакциите на оригиналната страница, както и на преводната страница, за да видите списъка на съавторите. ВАЖНО: Този шаблон се отнася единствено до авторските права върху съдържанието на статията. Добавянето му не отменя изискването да се посочват конкретни източници на твърденията, които да бъдат благонадеждни. |